# أوقست بيكر (كيميائي)
أوقست بيكر (بالألمانية: August Becker)‏ هو كيميائي ألماني، ولد في 17 أغسطس 1900 في شتاوفنبرغ في ألمانيا، وتوفي في 31 ديسمبر 1967 في Laubach ‏ في ألمانيا.